# آکادمی هنرهای استونی
آکادمی هنرهای استونی (انگلیسی: Estonian Academy of Arts) یک دانشگاه دولتی در شهر تالین، استونی است.
این دانشگاه که در سال ۱۹۱۴ تأسیس شده شامل رشته‌های هنر، معماری، رسانه، تاریخ هنر و حفاظت و مرمت میراث فرهنگی می‌باشد.

## نگارخانه

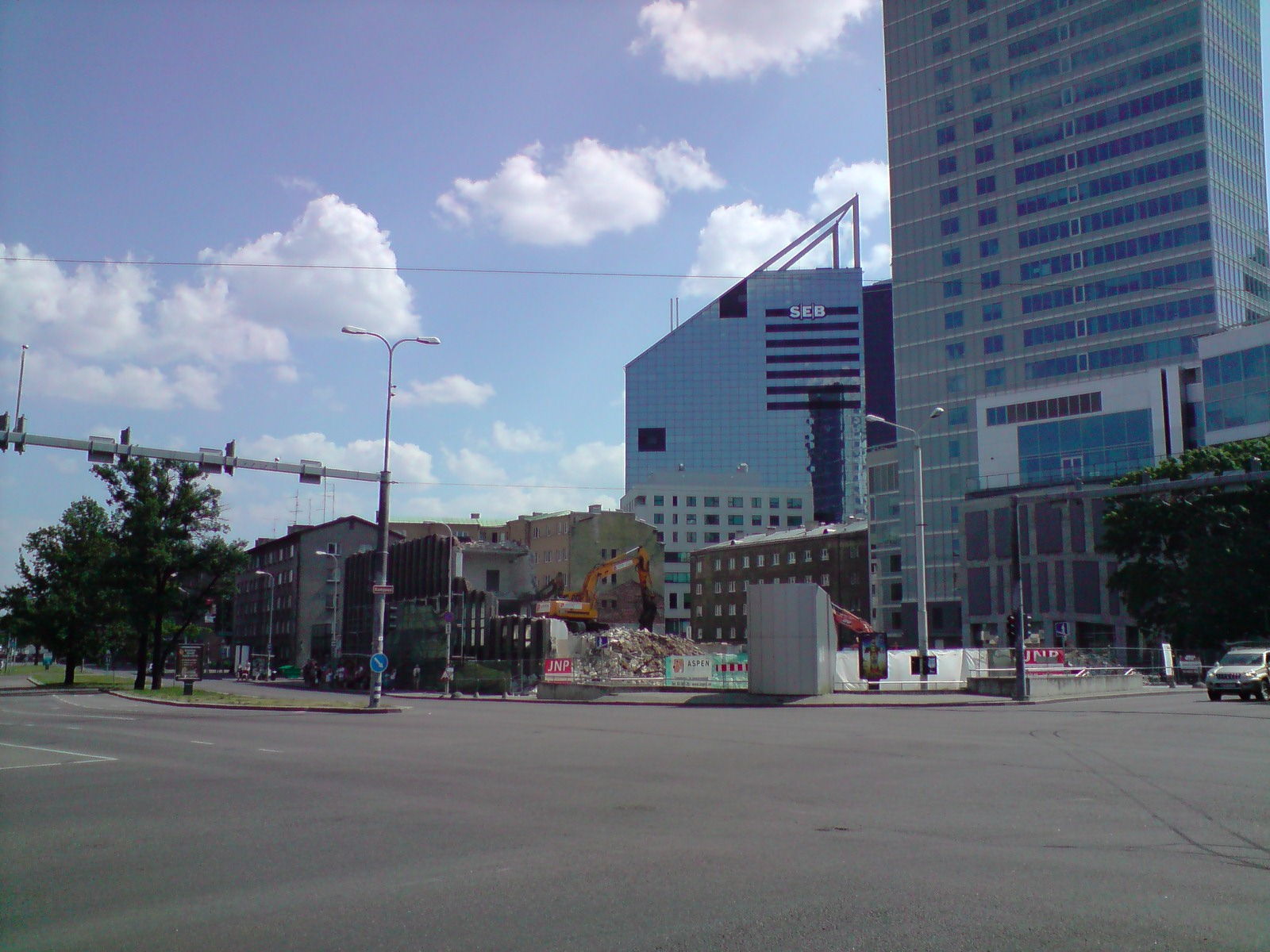
تخریب ساختمان سابق دانشگاه در سال ۲۰۱۰
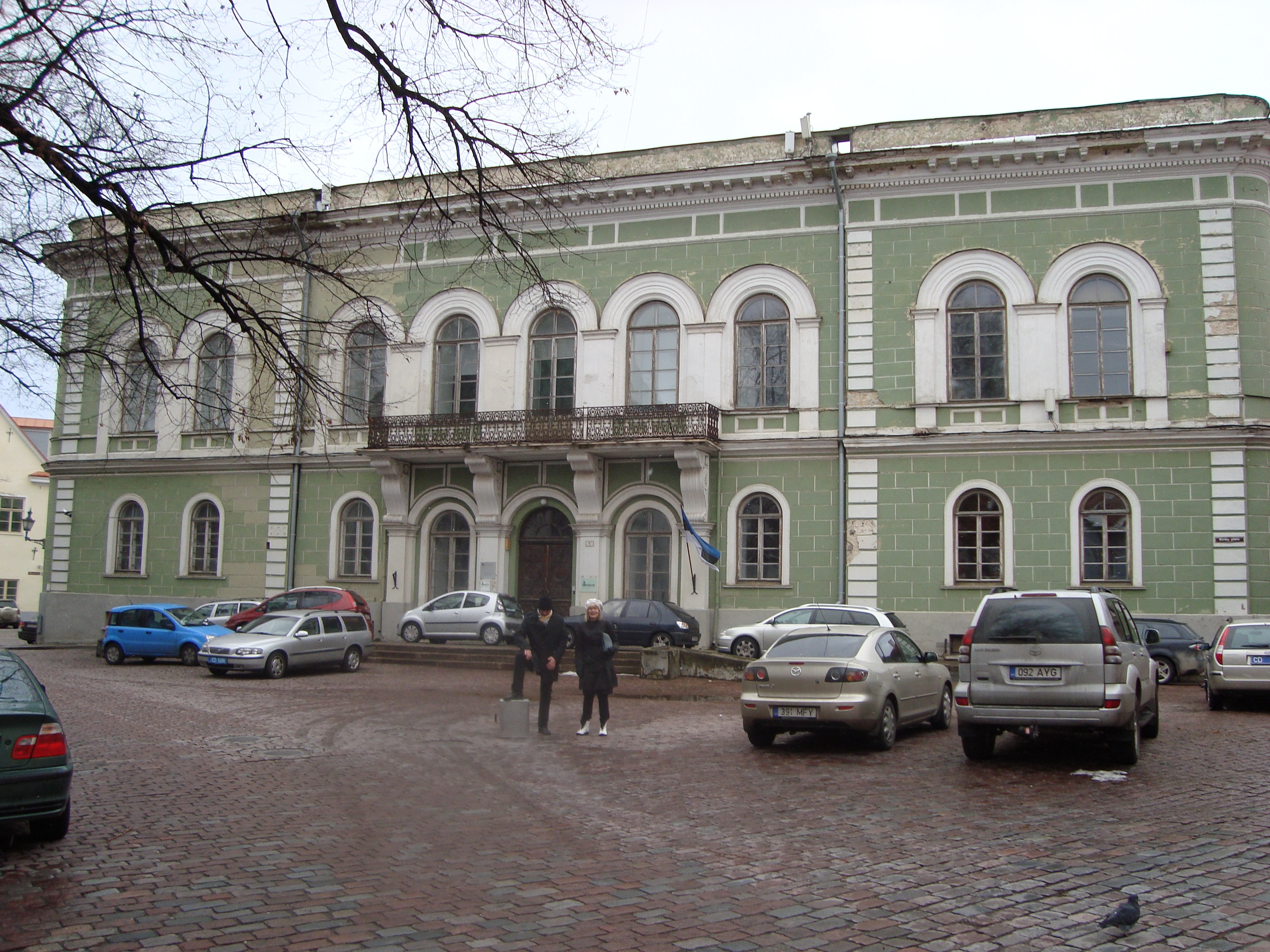
ساختمان موقت فعلی
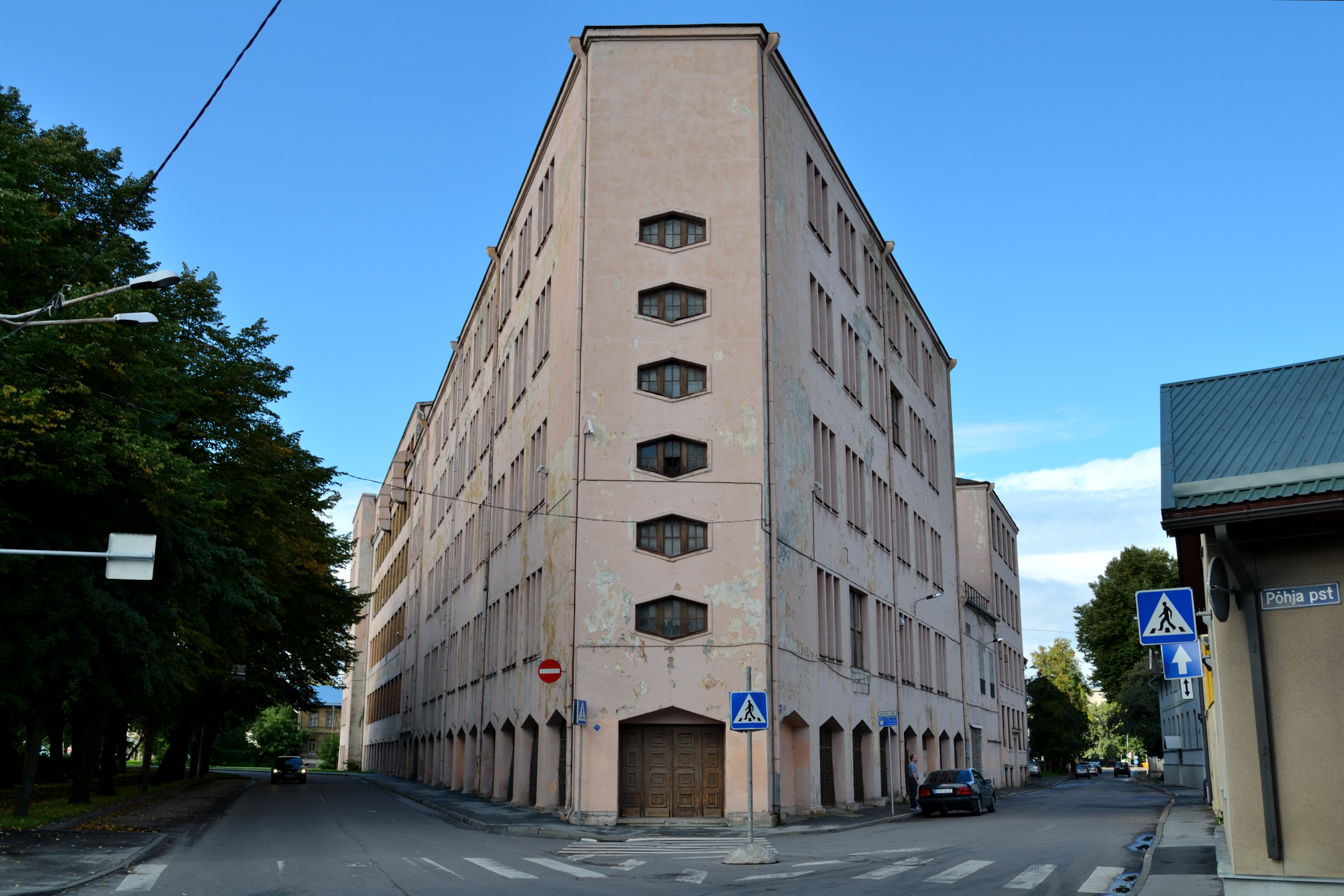
ساختمان آینده آکادمی